# Боне, Дэн
Дэн Боне, или Дан Боне (/boʊˈneɪ/; ивр. דן בונה‎, англ. Dan Boneh; род. 1969), — преподаватель и исследователь в области практической криптографии и компьютерной безопасности.

## Биография
Родился в Израиле в 1969 году. Получил степень доктора философии компьютерных наук в 1996 году в Принстонском университете под руководством Ричарда Липтона.
Один из разработчиков криптографии на основе спаривания Вейля совместно с Мэтью Франклином из Калифорнийского университета в Дейвисе.
Присоединился к Стэнфордскому университету в 1997 году и стал профессором компьютерных наук и электроники.
Также он преподаёт онлайн-курсы по криптографии в Coursera.
В 2002 основал компанию Voltage Security вместе со своими студентами, которая в 2015 году была приобретена Hewlett-Packard.

## Награды
- 2021 — действительный член Американского математического общества[15].
- 2016 — избран в Национальную инженерную академию США[16][17][18][19][20].
- 2015 — Simons Investigator Award, Simons Foundation[англ.] (theoretical computer science)[21].
- 2014 — награждён премией ACM-Infosys Foundation[англ.][22][23][24] и стал действительным членом ACM в 2016 году[25][26][27].
- 2013 — Gödel Prize (вместе с Мэтью Франклином[англ.] и Антуаном Жу[англ.]) за создание схемы Боне — Франклина[англ.][28][29][30].
- 2013 — IACR Fellow[31][32], IACR.
- The Terman Award[33][34][35][36].
- 2006 — ComputerWorld Horizon Award[37].
- 2005 — RSA Award[38].
- 2004 — InfoWorld Innovators Award[39].
- 1999 — Sloan Research Fellowship[40].
- 1999 — получил стипендию от Фонда Дэвида и Люсиль Паккардов[англ.][41].

## Исследования
Некоторые из результатов работы в области криптографии:
- 2015: Сохраняющие конфиденциальность доказательства (Privacy-preserving proofs) платёжеспособности для Bitcoin[44].
- 2010: Эффективное шифрование на основе идентификационных данных при обучении с ошибками (вместе с Шветой Агравал (Shweta Agrawal) и Ксавье Буайеном (Xavier Boyen))[45].
- 2010: Принял участие в разработке Tcpcrypt — расширения протокола TCP[46][47].
- 2005: Частично гомоморфная криптосистема (с Ю Чжин Го (Eu-Jin Goh) и Коби Ниссимом[фр.])[48].
- 2005: Первая широковещательная система шифрования с устойчивостью к коллизиям (с Крэйгом Джентри[англ.] и Брентом Уотерсом (Brent Waters)).
- 2003: Временная атака на OpenSSL (с Дэвидом Брамли[англ.]).
- 2001: Эффективная система шифрования на основе идентификации (с Мэтью Франклином[англ.]), основанная на спаривании Вейля[англ.][49].
- 1999: Криптоанализ RSA, когда закрытый ключ меньше чем N0.292 (с Гленном Дёрфи (Glenn Durfee)).
- 1997: Криптоанализ (Fault-based cryptanalysis) систем с открытым ключом (вместе с Ричардом Липтоном и Ричардом Демилло[англ.]).
- 1995: Устойчивые к коллизиям отпечатки для цифровых данных (вместе с Джеймсом Шоу (James Shaw)).
- 1995: Криптоанализ с использованием ДНК-компьютера (вместе с Кристофером Дэнвортом (Christopher Dunworth) и Ричардом Липтоном.

Некоторые из его результатов работы в области компьютерной безопасности:
- 2007: «Show[ing] that the time web sites take to respond to HTTP requests can leak private information.»[50].
- 2005: PwdHash — расширение браузера для создания разных паролей для каждого сайта[51][52].